# Rosefline Chepngetich
Rosefline Chepngetich (* 17. Juni 1997) ist eine kenianische Langstreckenläuferin, die sich auf den Hindernislauf spezialisiert hat.

## Sportliche Laufbahn
Erste Erfahrungen bei internationalen Meisterschaften sammelte Rosefline Chepngetich bei den Crosslauf-Weltmeisterschaften 2013 in Bydgoszcz, bei denen sie nach 18:21 min den siebten Platz im U20-Rennen belegte und mit der Mannschaft die Goldmedaille gewann. Im Juli gewann sie dann in 6:14,60 min die Goldmedaille bei den Jugendweltmeisterschaften in Donezk über 2000 Meter Hindernis. Im Jahr darauf gewann sie bei den Juniorenweltmeisterschaften in Eugene in 9:40,28 min die Silbermedaille über 3000 Meter Hindernis und kurz darauf siegte sie in 6:22,67 min über 2000 Meter Hindernis bei den Olympischen Jugendspielen in Nanjing. Bei den Crosslauf-Weltmeisterschaften 2015 in Guiyang erreichte sie nach 20:38 min Rang zwölf im U20-Rennen und gewann in der Teamwertung die Silbermedaille hinter Äthiopien. Im August startete sie über 3000 Meter Hindernis bei den Weltmeisterschaften in Peking und klassierte sich dort mit 9:46,08 min im Finale auf dem 15. Platz. 2017 wurde Chepngetich für acht Monate wegen verpasster Dopingtests suspendiert.
Seit 2018 ist sie regelmäßige Teilnehmerin an Diamond-League-Meetings, konnte sich aber nie unter den besten drei klassieren. 2021 siegte sie dann in 9:24,19 min beim Meeting Iberoamericano, einer Veranstaltung der World Athletics Continental Tour und anschließend siegte sie in 9:33,51 min auch bei der Hungarian GP Series Tatabánya.

## Persönliche Bestleistungen
- 3000 m Hindernis: 9:08,23 min, 20. Juli 2018 in Monaco